# Central nuclear de Loviisa
La Central nuclear de Loviisa (en finés:  Loviisan ydinvoimalaitos) e s una central nuclear situada cerca de la ciudad de Loviisa en Finlandia. Alberga dos reactores PWR de diseño soviético VVER-440/213 , cada uno con una capacidad de 510 MW. Los reactores de la central nuclear de Loviisa entraron en operación comercial en 1977 y 1980 respectivamente. Con el fin de cumplir con la regulación nuclear finlandesa, Westinghouse y Siemens suministran equipos y su experiencia en ingeniería. Esta mezcla poco ortodoxa de empresas de Estados Unidos y de la extinta Unión Soviética llevó a los desarrolladores de proyectos a darle el apodo de "Eastinghouse". La planta es operada por Fortum Oyj.